# Probabilitat posterior

Esquema anterior, versemblança i posterior. El diagrama mostra la relació entre distribució anterior, versemblant i posterior.

La probabilitat posterior o a posteriori és un tipus de probabilitat condicional que resulta de l'actualització de la probabilitat prèvia amb informació resumida per la probabilitat, mitjançant una aplicació del teorema de Bayes. Des d'una perspectiva epistemològica, la probabilitat posterior conté tot el que cal saber sobre una proposició incerta (com ara una hipòtesi científica, o valors de paràmetres), donats els coneixements previs i un model matemàtic que descriu les observacions disponibles en un moment determinat. Després de l'arribada de nova informació, la probabilitat posterior actual pot servir com a anterior en una altra ronda d'actualització bayesiana.
En el context de l'estadística bayesiana, la distribució de probabilitat posterior normalment descriu la incertesa epistèmica sobre els paràmetres estadístics condicionada a una col·lecció de dades observades. A partir d'una distribució posterior determinada, es poden derivar diverses estimacions puntuals i d'interval, com ara el màxim a posteriori (MAP) o l'interval de densitat posterior més alt (HPDI). Però tot i que conceptualment és senzilla, la distribució posterior generalment no és tractable i, per tant, s'ha d'aproximar analíticament o numèricament.
En els mètodes bayesians variacionals, la probabilitat posterior és la probabilitat dels paràmetres {\displaystyle \theta } donada l'evidència {\displaystyle X}, i es denota {\displaystyle p(\theta |X)}.
Contrasta amb la funció de versemblança, que és la probabilitat de l'evidència donat els paràmetres: {\displaystyle p(X|\theta )}.
Els dos estan relacionats de la següent manera:
Donada una probabilitat prèvia que una funció de distribució de probabilitat és {\displaystyle p(\theta )} i que les observacions {\displaystyle x} tenir una probabilitat {\displaystyle p(x|\theta )}, aleshores la probabilitat posterior es defineix com {\displaystyle p(\theta |x)={\frac {p(x|\theta )}{p(x)}}p(\theta )}
on {\displaystyle p(x)} és la constant normalitzadora i es calcula com {\displaystyle p(x)=\int p(x|\theta )p(\theta )d\theta }
per contínua {\displaystyle \theta }, o sumant {\displaystyle p(x|\theta )p(\theta )} sobre tots els valors possibles de {\displaystyle \theta } per discrets {\displaystyle \theta }.
La probabilitat posterior és, per tant, proporcional al producte Veriblitat · Probabilitat prèvia.